# Tajgonos

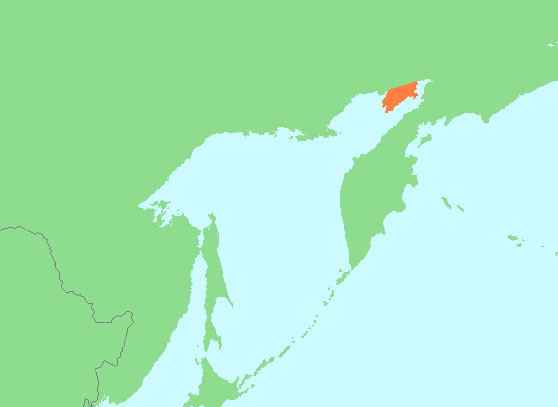
Locatie

Tajgonos (Russisch: Тайгонос) is een schiereiland in het noordoosten van Azië, gelegen in het noorden van de Russische oblast Magadan en het noorden van de kraj Kamtsjatka. Het schiereiland strekt zich uit in zuidwestelijke richting over een lengte van ongeveer 240 kilometer en een gemiddelde breedte van 140 kilometer tussen de Gizjigabaai in het westen en de Penzjinabaai in het oosten in de Zee van Ochotsk. Het eindpunt is de Kaap Tajgonos met ten zuiden daarvan de Vnoetrennjajabaai. De kustlijn wordt gekenmerkt door veel kapen en baaien.
Het schiereiland wordt bijna helemaal bedekt door lage bergruggen, waarvan de belangrijkste het Tajnynotskigebergte is, dat oploopt tot 1483 meter. Het gebied wordt gekenmerkt door bostoendra en arctische alpine toendra. Aan westzijde bevinden zich enkele kleine plaatsen.